# 스잘 김
스잘 김(1995년 6월 22일 ~ )은 대한민국의 배우이자 크리켓 선수이다. 2013년 tvN 《막돼먹은 영애씨 12》를 통해 드라마에 데뷔하였고, 그 드라마를 통해 '스잘데기 없는 스잘'이라는 캐릭터로 이름을 알렸다.

## 학력 및 경력
- 계산공업고등학교
- 2016년 한일 크리켓 친선경기 국가대표

## 출연 작품

### 드라마 & 시트콤
- 2023년 《웰컴투 삼달리》 (JTBC) … 김민수 역
- 2022년 《가우스전자》 (Seezn) ... 아지즈 역
- 2017년 《막돼먹은 영애씨 시즌16》 (tvN) ... 스잘 역
- 2017년 《미씽나인》 (MBC)
- 2016년 《막돼먹은 영애씨 시즌15》 (tvN) ... 스잘 역
- 2016년 《한 번 더 해피엔딩》 (MBC)
- 2015년 《막돼먹은 영애씨 시즌14》 (tvN) ... 스잘 역
- 2014년 《막돼먹은 영애씨 시즌13》 (tvN) ... 스잘 역
- 2014년 《드라마 스페셜 - 예쁘다 오만복》 (KBS2) ... 마르크 역
- 2013년 《막돼먹은 영애씨 시즌12》 (tvN) ... 스잘 역

### 영화
- 2015년 《너의 손을 잡고 싶어》 ... 김코디 역
- 2014년 《그댄 나의 뱀파이어》 ... 락샨 역
- 2012년 《아쇼크》 ... 아쇼크 역